# Gonçalo Areias
Gonçalo Areias (Braga, Portugal, 19 de abril de 1997) es un balonmanista portugués formado en la cantera del ABC Braga. Actualmente forma parte del PROIN Triana, tras pasar por diversos equipos lusos y españoles. Es hijo y hermano de los también balonmanistas lusos Fernando Areias y Vasco Areias.

## Trayectoria

### Deportiva
Se formó en las categorías inferiores del ABC Braga hasta llegar a su primera plantilla. En la temporada 2017-18 firma por el Arsenal Clube da Devesa. Tras una buena campaña recala en las filas del Centro Cultural e Recreativo de Fermentões de la Andebol 1. La temporada 2019-20 inició curso en el GC de Santo Tirso, donde fue el máximo asistente y goleador del equipo, una trayectoria que llamó la atención del CB Torrelavega, que lo ficha en el mercado de invierno. En el club cántabro jugó sólo 6 encuentros en las últimas jornadas anotando 2 goles.
En la temporada 2020-21 el jugador luso fichó por el CB Soria, donde fue uno de los directores de orquesta del equipo siendo el tercer máximo goleador en fase regular con 97 tantos. Ya en fase de ascenso contribuyó al ascenso a División de Honor Plata con otros siete goles.
Su trayectoria continuó en el SD Teucro, también en División de Honor Plata. Durante la temporada 2021-22, con 99 tantos en 29 partidos repartidos en 52 (18 partidos) en la fase regular, 44 (10) en la fase de descenso y 3 en el único encuentro de la Copa del Rey que disputó.
A partir de la temporada 2022-23, se sumó al proyecto del PROIN Triana, capitaneado por Juan Andreu (director deportivo) y Juan Jordán (presidente del club y de la empresa patrocinadora). En el club trianero cumple su segunda temporada siendo indiscutible como central y director del juego del equipo.

### Profesional
Entre 2015 y 2018 obtuvo el grado en Marketing por la Universidade do Minho, desempeñando desde entonces diversas funciones en el ámbito del marketing digital. Desde noviembre de 2022 trabaja como PPC Manager para la empresa lusa Wise Pirates.

## Historial de Temporadas
| Temporada | Liga                         | Equipo            | Fase               | Goles | Partidos | Media |
| --------- | ---------------------------- | ----------------- | ------------------ | ----- | -------- | ----- |
| 2017/2018 | Andebol 1                    | Arsenal CD        | -                  | 64    | 40       | 1,6   |
| 2018/2019 | Andebol 1                    | CCR de Fermentões | -                  | 86    | 39       | 2,2   |
| 2019/2020 | Nacional 2ª Divisao          | GC Santo Tirso    | -                  | 84    | 15       | 5,6   |
| 2019/2020 | División de Honor Plata      | CB Torrelavega    | -                  | 2     | 6        | 0,33  |
| 2020/2021 | 1.ª División Gr.B            | CB Soria          | 1.ª Fase           | 97    | 28       | 3,46  |
| 2020/2021 | 1.ª División Gr.B            | CB Soria          | Fase Ascenso Gr.II | 7     | 3        | 2,33  |
| 2021/2022 | División de Honor Plata Gr.A | SD Teucro         | 1.ª Fase           | 52    | 18       | 2,89  |
| 2021/2022 | División de Honor Plata Gr.A | SD Teucro         | Fase Descenso      | 44    | 10       | 4,4   |
| 2022/2023 | 1.ª División Gr.F            | CB PROIN Triana   | -                  | 92    | 26       | 3,54  |
| 2023/2024 | 1.ª División Gr.F            | CB PROIN Triana   | 1.ª Fase           | 89    | 29       | 3,07  |
| 2023/2024 | 1.ª División Gr.F            | CB PROIN Triana   | Fase Ascenso       | 5     | 3        | 1,67  |

- Actualizado a Final de temporada 2023/24

Fuente:
- RFEBM

- FPA